# 의빈
의빈 (儀賓)는 명나라 때 군주（郡主）또는 현주（縣主）의 남편을 위한 칭호이다.  또한 조선 시대 공주, 옹주, 군주, 현주의 남편 칭호이기도 하다.

## 같이 보기
- 부마도위